# (14437) 1992 GD3
A (14437) 1992 GD3 a Naprendszer kisbolygóövében található aszteroida. Eric Walter Elst fedezte fel 1992. április 4-én.

## Kapcsolódó szócikk
- Kisbolygók listája (14001–14500)